# 콘셉시온 전투
컨셉시온 전투(Battle of Concepcion)는 1835년 10월 28일, 텍사스 혁명 초기 멕시코 공화국의 중앙집권적 통치에 반란을 여러 멕시코의 주와 텍사스 간의 전투이다.

## 배경
텍사스의 반란은 임기응변적인 방식으로 시작되었지만, 샌안토니오에 남겨진 멕시코군 부대의 연락과 보급로를 끊는 데 성공했다. 마르틴 페르펙토 데 코스(Martin Perfecto de Cós) 장군이 지휘하는 훈련부족으로 맥빠진 부대는 대부분 죄수로 구성되어 있었다. 그 몇 달 전에 일어난 사카테카스주의 반란으로 멕시코군 물자는 대부분 다른 쪽으로 빠졌기 때문에, 샌안토니오의 647명으로 30,000명의 텍시언과 테하노 동맹과 싸울 수 있는 보금품이 없었다.
1835년 10월 11일, 지원병이 곤잘레스 주변에 모였고, 지휘관으로 스티븐 오스틴을 선출했다. 그 다음날, 민간인에서 군인으로 막 자원한 텍사스군은 샌안토니오로 진군했다. 도중에 벤자민 밀램(Benjamin Milam) 대령이 그들을 만나 행군에 합류했다. 10월 15일, 정찰병이 10명의 용기병과 마주쳤고, 그들과 교전을 벌여, 샌안토니오까지 그들을 쫓았다. 본대는 10월 19일 샌안토니오 교외에 도착했다.
오스틴 장군은 도시를 점령하는 유일한 방법은 포위전이라고 생각했다. 그는 전략에 적합한 기지를 찾기 위해 제임스 부이와 제임스 패닌이 이끄는 정찰대를 편성했다. 이 부대는 다른 유명한 청각장애자 정찰병인 에라스타스 스미스가 있었는데, 별명이 데프 스미스(Deaf Smith, Deaf은 청각 장애인의 뜻)가 있었다. 스미스는 반란에 상관없도록 계획하고 있었다. 그와 그의 의아들인 자유흑인, 헨드릭 아놀드는 가족을 만나러 샌안토니오에 갔다가, 멕시코 군 위병이 그들의 입국을 허가하지 않았고, 스미스의 머리를 군도로 때렸다. 오스틴은 스미스의 이야기에서 코스의 병사들이 사기는 아주 떨어져 있다는 것을 알았다.
보위의 오랜 친구, 후안 세인은 샌안토니오의 주민이 텍사스군을 옹호하고 있다는 소식을 가지고 도착했다. 오스틴은 그를 대표로 하여 한무리의 기마대를 조달하도록 지시했다. 그는 같은 명령을 윌리엄 트래비스 중위도 명령했다. 한편, 보위가 이끄는 90명의 정찰대는 샌안토니오 아쿠냐의 누에스토로 세뇨라 데 라 퓨리시마 컨셉시온 전도소, 즉 컨셉시온 전도소가 작전 기지에 적합하다는 것을 알게 되었다. 그들은 이렇게 결정하기 하루가 소요되었기 때문에, 전도소에서 500야드 떨어진 지점에 캠프를 쳤다. 어두워질 때까지 돌아오라고 명령했던 보위의 지연은 오스틴을 격노시켰다. 즉 보위의 부대는 오스틴의 본대와 떨어지게 되었다. 코스 장군은 이 정찰대를 알고서 보위 부대를 공격하기 위해 300명의 기마병, 100명의 보병, 그리고 두개의 대포를 끌고 갔다.

## 전투
1835년 10월 28일, 코스 장군은 짙은 안개 속에 텍사스군에 접근했다. 안개 속에서 약간의 충돌이 있었지만, 주요 전투는 안개가 걷힐 때까지 시작되지 않았다. 코스의 부대가 사용하고 있던 화약은 아주 질이 나빴고, 머스켓 총알은 사거리가 짧았고, 오히려 공격자가 다치는 상황이 되었다. 텍사스군의 총은 200 야드의 사거리를 가졌고, 멕시코군은 사정거리가 75 야드 밖에 되지 않는 브라운 베스(영국군이 사용한 머스켓)를 사용했다. 멕시코 군은 텍사스군을 향해 대포로 산탄을 포격했지만, 협곡의 덤불 속에 잘 숨어서 그것도 효과가 없었다. 텍사스군은 신중하게 쏘았고, 저격에 의한 포격에 대포를 생기게 했다. 유럽의 전술 훈련을 수용하여 영국군 브라운 베스를 갖춘 멕시코군은 정성스럽게 병졸을 부족하게 했다. 한편, 대부분이 소총을 가지고 있는 텍사스군은 총을 쏘고, 숨는 전술을 채택 했다. 이 전투 타입으로 코스의 부대는 놀라서 후퇴를 했다. 텍사스군은 멕시코군의 대포에 접근하여 대포를 빼앗아, 멕시코 군에게 발포를 했다. 코스와 나머지 군인들은 도주를 하게 되었다.
멕시코군은 약 76명의 사상자가 발생했고, 텍사스군은 리처드 앤드류스 단 1명만 전사를 했다. 오스틴과 나머지 군대는 전투를 끝냈다. 트래비스와 그의 기마병들은 도망친 멕시코 병사가 샌안토니오로 돌아오는 것을 추적했다.

## 같이 보기
- 텍사스 혁명